# Miguel Sámano Peralta
Miguel Sámano Peralta (Acambay, estado de México, 23 de mayo de 1966) es un político mexicano, miembro del Partido Revolucionario Institucional, ha sido en dos ocasiones diputado al Congreso del Estado de México y en dos diputado federal, cargo que ocupa actualmente.

## Biografía
Miguel Sámano Peralta es licenciado en Derecho egresado del Instituto Superior Metropolitano. 
Realizó el grueso de su carrera política siendo secretario particular o auxiliar de Arturo Montiel Rojas en los cargos en los que éste se desempeñó: de 1990 a 1992 como delegado general del PRI en el estado de México, de 1992 a 1993 como presidente estatal del PRI, de 1993 a 1994 como secretario de Desarrollo Económico del gobierno del estado en la administración de Emilio Chuayffet Chemor, de 1994 a 1995 como director general de Protección Civil de la Secretaría de Gobernación y de 1995 a 1997 como director general de Talleres Gráficos de México; retornando al estado de México, continuo como secretario particular de Montiel como presidente estatal del PRI por segunda ocasión de 1997 a 1998, y de 1998 a 1999 como candidato del PRI a gobernador cuando logró el triunfo en la elección interna y finalmente, a partir del 16 de septiembre de 1999 en que asimió la gubernatura, fue su secretario particular como gobernador y hasta el término de su gobierno de 2005.
De 2005 a 2006 fue secretario adjunto del comité ejecutivo nacional del PRI. En 2009 fue electo por primera ocasión diputado al Congreso del Estado de México, a la LVII Legislatura que terminó en 2012 por la vía de la representación proporcional, pero postulado por el Partido Verde Ecologista de México, de cuyo grupo parlamentario formó parte, y en donde fue integrante de la Junta de Coordinación Política; secretario del Comité Permanente de Comunicación Social; e integrante de las comisiones de Gobernación y Puntos Constitucionales; de Desarrollo Social; de Apoyo y Atención al Migrante; y Especial para la Organización, Preparación y Celebración en el Estado de México del Bicentenario de la Independencia de México y Centenario de la Revolución Mexicana; de Protección de Datos Personales; y de Seguimiento y Evaluación de los Programas Sociales.
En 2012 fue postulado candidato del PRI y electo diputado federal por el Distrito 1 del estado de México a la LXII Legislatura que terminó en 2015. En dicha legislatura, ocupó los cargos de secretario de la Comisión de Transportes; e integrante de las comisiones de Régimen, Reglamentos y Prácticas Parlamentarias; de Asuntos Migratorios; y, de Desarrollo Social. Al término de dicho cargo volvió a ser electo diputado al Congreso del Estado de México, en esta ocasión a la LIX Legislatura por el distrito 14 local, y en la que fue coordinador de los diputados del PRI en 2018.
En 2021 fue por segunda ocasión postulado y electo diputado federal por el distrito 1, a la LXV Legislatura que terminará sus funciones en 2024, y en la que se desempeña como secretario de la comisión de Régimen, Reglamentos y Prácticas Parlamentarias; e integrante de las comisiones de Binestar; y de Presupuesto y Cuenta Pública.